# Circondario del Kyffhäuser
Il circondario del Kyffhäuser (in tedesco Kyffhäuserkreis) è un circondario (Landkreis) tedesco della Turingia, così denominato dalla catena montuosa omonima.
Capoluogo e centro maggiore è Sondershausen.

## Suddivisione amministrativa

### Città e comuni
Tra parentesi gli abitanti al 31 dicembre 2021, il capoluogo della comunità amministrativa è contrassegnato da un asterisco.
Comuni indipendenti
1. Bad Frankenhausen/Kyffhäuser, città (9 951)
2. Greußen, città, Landgemeinde (5 774)
3. Helbedündorf (2 158)
4. Kyffhäuserland (3 866)
5. Roßleben-Wiehe, città, Landgemeinde (7 246)
6. Sondershausen, città (20 885)

Comuni con funzione di comunità amministrativa (Erfüllende Gemeinde)

1. An der Schmücke, città, Landgemeinde (5 948), amministra i comuni di:
  1. Etzleben (266)
  2. Oberheldrungen (757)
2. Artern, città, Landgemeinde (6 538), amministra i comuni di:
  1. Borxleben (285)
  2. Gehofen (600)
  3. Kalbsrieth (617)
  4. Mönchpfiffel-Nikolausrieth (291)
  5. Reinsdorf (703)
3. Ebeleben, città (2 652), amministra i comuni di:
  1. Abtsbessingen (478)
  2. Bellstedt (162)
  3. Freienbessingen (216)
  4. Holzsußra (263)
  5. Rockstedt (212)

### Comunità amministrative (Verwaltungsgemeinschaft)
- Verwaltungsgemeinschaft Greußen (3 096) [Sede: Greußen]

1. Clingen, città (1 049)
2. Niederbösa (119)
3. Oberbösa (313)
4. Topfstedt (563)
5. Trebra (292)
6. Wasserthaleben (385)
7. Westgreußen (375)